# Свонвілл (Мен)
Свонвілл (англ. Swanville) — місто (англ. town) в США, в окрузі Волдо штату Мен. Населення — 1377 осіб (2020).

## Демографія
Згідно з переписом 2010 року, у місті мешкало 1388 осіб у 558 домогосподарствах у складі 368 родин. Було 793 помешкання
Расовий склад населення:
| - 97,3 % — білих - 0,5 % — азіатів - 0,1 % — корінних американців - 0,1 % — чорних або афроамериканців |

До двох чи більше рас належало 1,9 %. Частка іспаномовних становила 0,4 % від усіх жителів.
За віковим діапазоном населення розподілялося таким чином: 23,6 % — особи молодші 18 років, 66,0 % — особи у віці 18—64 років, 10,4 % — особи у віці 65 років та старші. Медіана віку мешканця становила 40,2 року. На 100 осіб жіночої статі у місті припадало 97,2 чоловіків;  на 100 жінок у віці від 18 років та старших — 95,9 чоловіків також старших 18 років.
Середній дохід на одне домашнє господарство  становив 61 269 доларів США (медіана — 45 192), а середній дохід на одну сім'ю — 76 270 доларів (медіана — 58 417). Медіана доходів становила 36 389 доларів для чоловіків та 33 472 долари для жінок. За межею бідності перебувало 19,3 % осіб, у тому числі 31,1 % дітей у віці до 18 років та 10,6 % осіб у віці 65 років та старших.
Цивільне працевлаштоване населення становило 624 особи. Основні галузі зайнятості: освіта, охорона здоров'я та соціальна допомога — 21,6 %, будівництво — 16,7 %, мистецтво, розваги та відпочинок — 13,0 %, роздрібна торгівля — 12,8 %.